# Сарита (Техас)
Сарита (англ. Sarita) — невключённая община и статистически обособленная местность в США, расположенная в южной части штата Техас, административный центр округа Кенеди. По данным переписи за 2010 год число жителей составляло 238 человек, по оценке Бюро переписи США в 2018 году в городе проживало 511 человек. В 2014 году город был признан самым либеральным в Техасе.

## История
Земля для нового поселения была выделена скотоводом Джоном Кенеди, а название город получил по имени его дочери Сариты. Город был основан в 1904 году и стал центром скотоводства округа. В Сарите располагалась станция железной дороги St. Louis, Brownsville and Mexico Railway. В 1904 году в городе появилось почтовое отделение. К 1907 году в поселении работали лесопилка, хлопкоочистительный станок, школа и железнодорожное депо. Экономика города базировалась на фермерстве и скотоводстве.
Сарита изначально располагалась в округе Камерон. в 1911 году, при создании округа Уилласи, Сарита стала административным центром нового округа, а спустя 10 лет территория Сариты вошла в округ Кенеди. В 1940 году в город было проведено электричество, примерно тогда же построена автомагистраль 77 США. Поселение оставалось центром сельского хозяйства и нефтепереработки.

## География
Сарита находится в северной части округа, его координаты: 27°13′18″ с. ш. 97°47′21″ з. д..
Согласно данным бюро переписи США, площадь города составляет около 3,2 км2, из которых примерно 3,1 км2 занято сушей, а менее 0,1 км2 — водная поверхность.

### Климат
Согласно классификации климатов Кёппена, в Сарите преобладает влажный субтропический климат (Cfa).
| Показатель                    | Янв. | Фев. | Март | Апр. | Май  | Июнь | Июль | Авг. | Сен. | Окт. | Нояб. | Дек. | Год  |
| ----------------------------- | ---- | ---- | ---- | ---- | ---- | ---- | ---- | ---- | ---- | ---- | ----- | ---- | ---- |
| Абсолютный максимум, °C       | 32,8 | 35,6 | 38,3 | 37,2 | 42,2 | 37,8 | 40   | 39,4 | 39,4 | 35   | 32,2  | 32,8 | 42,2 |
| Средний суточный максимум, °C | 20,4 | 22,7 | 26   | 28,9 | 32,3 | 34,2 | 34,1 | 35,4 | 32,3 | 29,2 | 25,2  | 20,4 | 28,4 |
| Средняя температура, °C       | 13,8 | 16,1 | 19,4 | 22,6 | 26,3 | 28,4 | 28,7 | 29,3 | 26,9 | 22,6 | 18,4  | 13,9 | 22,2 |
| Средний суточный минимум, °C  | 7,4  | 9,4  | 13,1 | 16,8 | 20,7 | 22,6 | 23,3 | 23,3 | 21,5 | 16   | 11,7  | 7,9  | 16,1 |
| Абсолютный минимум, °C        | −5,6 | −5   | −2,8 | 3,3  | 8,3  | 15,6 | 20,6 | 19,4 | 12,8 | 2,8  | −3,3  | −5,6 | −5,6 |
| Норма осадков, мм             | 36   | 39   | 35   | 42   | 80   | 67   | 54   | 61   | 133  | 74   | 41    | 37   | 698  |
| Источник: weatherbase.com     |      |      |      |      |      |      |      |      |      |      |       |      |      |

## Население
Согласно переписи населения 2010 года в городе проживало 238 человек, было 79 домохозяйств и 59 семей. Расовый состав города: 85,3 % — белые, 2,1 % — афроамериканцы, 2,5 % — коренные жители США, 0 % — азиаты, 0 % (0 человек) — жители Гавайев или Океании, 6,3 % — другие расы, 3,8 % — две и более расы. Число испаноязычных жителей любых рас составило 79 %.
Из 79 домохозяйств, в 39,2 % живут дети младше 18 лет. 49,4 % домохозяйств представляли собой совместно проживающие супружеские пары (24,1 % с детьми младше 18 лет), в 17,7 % домохозяйств женщины проживали без мужей, в 7,6 % домохозяйств мужчины проживали без жён, 25,3 % домохозяйств не являлись семьями. В 20,3 % домохозяйств проживал только один человек, 11,4 % составляли одинокие пожилые люди (старше 65 лет). Средний размер домохозяйства составлял 3,01 человека. Средний размер семьи — 3,47 человека.
Население города по возрастному диапазону распределилось следующим образом: 27,3 % — жители младше 20 лет, 21,4 % находятся в возрасте от 20 до 39, 33,2 % — от 40 до 64, 18,1 % — 65 лет и старше. Средний возраст составляет 41 год.
Согласно данным пятилетнего опроса 2018 года, медианный доход домохозяйства в Сарите составляет 36 167 долларов США в год, медианный доход семьи — 40 703 доллара. Доход на душу населения в городе составляет 14 716 долларов. Около 18,3 % семей и 27,8 % населения находятся за чертой бедности. В том числе 41 % в возрасте до 18 лет и 19,2 % старше 65 лет.

## Инфраструктура и транспорт
Основными автомагистралями, проходящими через Сариту, являются:
- автомагистраль 77 США идёт с севера от Кингсвилла на юг к Реймондвиллу. Предполагается, что после приведения автомагистрали в соответствие с требованиями межштатных автомагистралей, ей будет присвоен номер I-69E[англ.][19].

Ближайшим аэропортом, выполняющим коммерческие рейсы, является международный аэропорт Корпус-Кристи. Аэропорт находится примерно в 85 километрах к северо-востоку от Сариты.

## Образование
Город обслуживается общим школьным округом округа Кенеди. 

## Отдых и развлечения
В 2003 году в городе открылся музей ранчо Кенеди, основателей города. Музей находится в отреставрированном здании компании Kenedy Pasture Company.